# Aïn Témouchent
Ain Temouchent là một đô thị thuộc tỉnh Aïn Témouchent, Algérie. Dân số thời điểm năm 2002 là 57.673 người.